# سرباز (فیلم ۲۰۰۶)
سرباز (به تلگو: Sainikudu) فیلمی محصول سال ۲۰۰۶ و به کارگردانی گناسخار است. در این فیلم بازیگرانی همچون ماهش بابو، تریشا، عرفان خان، پراکاش راج، تلنگانا شکونتلا ایفای نقش کرده‌اند.